# Home Work Convention, 1996
L'Home Work Convention, 1996 è la convenzione n. 177 della International Labour Organization (ILO), adottata il 20 giugno 1996, a seguito della riunione del 4 giugno 1996 a Ginevra della Conferenza generale dell'Organizzazione internazionale del lavoro, nel corso della sua 83ª sessione, ed entrata in vigore nel 2000. La convenzione tutela i lavoratori che operano dalle proprie abitazioni.

## Panoramica
La convenzione, firmata nel 1996, inizia col seguente preambolo:

Noting that the particular conditions characterizing home work make it desirable to improve the application of those Conventions and Recommendations to homeworkers, and to supplement them by standards which take into account the special characteristics of home work, and
La convenzione fornisce diritti e tutele ai telelavoratori, stabilendo pari diritti in materia di sicurezza e salute sul luogo di lavoro (tenuto conto delle caratteristiche del telelavoro), sicurezza sociale, retribuzione, età minima di impiego, tutela della maternità, formazione, libertà sindacale.. Prevede che gli Stati adottino un sistema di ispezioni nei luoghi domestici.

## Definizione di telelavoratore
Non sono telelavoratori: 
- i lavoratori dipendenti che in modo occasionale svolgono la prestazione lavorativa da casa;
- i lavoratori da casa che svolgono la prestazione con un grado di autonomia e indipendenza economica, tale da considerarlo lavoratore indipendente.

Non è invece rilevante chi sostiene l'onere delle attrezzature informatiche, comunicative e strumentali, materiali e altri input necessari.
Un rapporto di lavoro autonomo si configura ad esempio quando il lavoro è retribuito per obiettivi, e non in base al tempo, non si effettua una monitoraggio (es. con web-cam) della prestazione lavorativa, gli oneri  hardware sono a carico del telelavoratore che ha piena autonomia nella scelta e utilizzo dei mezzi, orari e organizzazione del lavoro.

## Paesi aderenti
Al 2013, la Convenzione è stata ratificata da 13 Paesi:
- Albania
- Argentina
- Belgio
- Bosnia ed Erzegovina
- Bulgaria
- Finlandia
- Irlanda
- Paesi Bassi
- Tagikistan
- Repubblica di Macedonia

## In Italia
Gli accordi quadro interconfederali in tema di telelavoro del 9 giugno 2004, nel settore privato, e dell'8 giugno 2011, nel settore pubblico, prevedono molti dei diritti e tutele introdotti dalla Home Work Convention nel 1996.
La convenzione ha portata più ampia degli Accordi Quadro perché consente di definire un rapporto di telelavoro dipendente anche quello in cui il lavoratore sostiene l'acquisto, installazione, manutenzione, assicurazione, consumi energetici e telefonici, connessi alla strumentazione di lavoro, possibilità che gli accordi quadro italiani impongono unicamente a carico del datore.
Inoltre, la convenzione non si applica e non impone vincoli al telelavoro di tipo autonomo e a quello dipendente occasionale. In base al tipo di lavoro, prevede il divieto che alcune attività siano svolte a domicilio, e, dal lato opposto, che gli obblighi di salute e sicurezza tengano conto e siano limitati dalla particolare natura del luogo in cui il telelavoro si svolge.